# والاس بروكر
والاس بروكر (بالإنجليزية: Wallace S. Broecker)‏ هو عالم في مجال علم الفلك، حائز على جائزة قلادة العلوم الوطنية الأمريكية.

## وصلات خارجية
- الموقع الرسمي لجائزة قلادة العلوم الوطنية الأمريكية